# Andrena leucomystax
Andrena leucomystax är en biart som beskrevs av Thorp och Laberge 2005. Andrena leucomystax ingår i släktet sandbin, och familjen grävbin. Inga underarter finns listade i Catalogue of Life.